# 三菱・ジープ
ジープ（Jeep）は、中日本重工業・東洋工機が生産、中日本重工業・新三菱重工業・三菱重工業・三菱自動車工業が1956年7月（ノックダウン生産品としては1953年2月）から2001年まで製造・販売していた四輪駆動車である。

## 概要

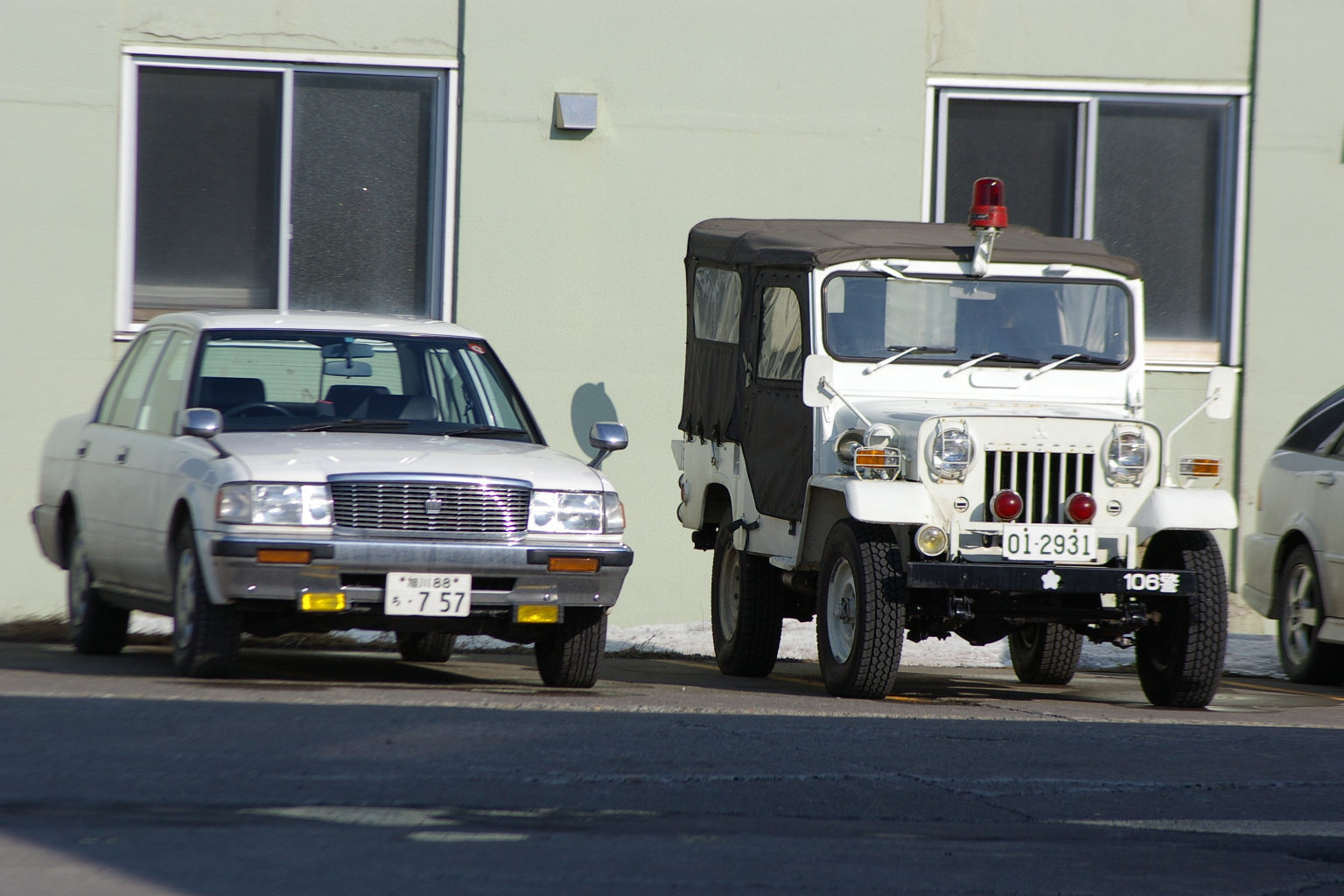
陸上自衛隊警務隊で使用される73式小型トラック

太平洋戦争終了後、誕生したばかりの警察予備隊はアメリカ軍から供与された兵器で武装していた。
小型トラックの増備については、トヨタ・ジープ BJ型、日産・4W60型、ウイリス・オーバーランド・モータース、(以下ウイリス)との提携による三菱・ジープによる競争入札の結果、三菱・ジープを採用することとなり、1953年からCJ3A型のノックダウン生産が始まった。全てウイリス製部品を用いるコンプリートノックダウンであるため、最初期モデルにはスリーダイヤのマークが存在しなかった。
その後は日本で生まれたモデルを加えて防衛庁（当時）以外にも販路を広げ、独自の進化を遂げながら2001年まで販売された。

## 歴史
- 1949年 - ウイリスは戦後の軍民転換を図るべく、ジープを民生用とした「シビリアンジープ（英語版）」（CJ）の売り込みに注力していた。日本での販売のため、三菱水島製作所にも程近い倉敷レイヨン(現在のクラレ)との共同出資による倉敷フレイザーモータースが設立された。
- 1950年 - 米国政府は、朝鮮戦争に必要となるジープを安価に調達するため、補給基地となる日本でのノックダウン生産を決定した。同年12月、ウイリスの極東地区担当マネージャーが来日し、提携先とする自動車メーカーの検討を開始した。倉敷フレイザーモータースの尽力や警察予備隊の要望などから、政府間協議の結果、中日本重工業（後の三菱重工業）に白羽の矢が立った[2]。
- 1952年7月 - ノックダウンによる組立下請契約が成立。組み立ては名古屋製作所の大江工場が担当し、販売は倉敷フレーザーモータースが行うこととなった。
  - 12月 - 最初の部品が名古屋港へ到着。
- 1953年2月 - ノックダウン生産による「Jeep」第1号車（J1型）が完成し、林野庁に５４台を納入。
  - 9月 - ウイリス社と「Jeep」を中心とする四輪駆動車に関する技術援助、及び販売契約を締結。当時、ウイリスではジープの生産に関し、9ヶ国にわたる各企業との提携があったが、いずれも下請としての契約であり、製造と販売の権利を共に供与する契約が締結されたのは日本の事例のみである。米国政府が日本を防共の砦と位置付け、重視していたことがうかがえる。同時にエンジンがアメリカ本国と同じハリケーン4に切り替わり、型式もCJ3Bとなる。
- 1954年12月10日 - エンジンの国産化を達成。日本製ハリケーン4の意味でJH4型と名付けられた。
- 1955年 - JH4型エンジンの量産を開始。生産は京都製作所が担当した。
- 1956年3月 - 「Jeep」の完全国産化（J3型）を達成。
  - 7月 - 国産「Jeep」生産開始。
- 1957年6月 - 生産累計１万台を達成。
- 1973年 - 防衛庁の指示で、それまでのJ54-Aに代わり、ミドルホイールベースのJ24をベースとしたJ24-A（73式小型トラック）が登場する。
- 1982年 - パジェロの登場に伴い車種を大幅に整理。
- 1996年 - 防衛庁が長らく73式小型トラックとしてジープを調達していたが、最新の排出ガス規制・衝突安全への対応や、操縦安定性・居住性の向上には、採算面をはじめ、ジープのアップデートでは不合理な点が多いため、2代目パジェロベースの新73式小型トラックへ切り替わることとなった。この際、複数メーカーによる競争入札は行われておらず、ジープとは異なる車であるにもかかわらず、「73式」の呼称も受け継がれている。
- 1998年6月3日 - ジープの生産終了が決定し「最終生産記念車」が製造される。車体色はこれまでの生産車にはないサンドベージュで、幌とシートもオリーブの特別色となった。なお当初は300台の限定生産を予定していたが、実際には300台以上(約350台)が製造された。
- 2001年3月 - 在庫販売が終了する。

## バリエーション

### 車型
乗車定員=前席/前+後席

#### ショートホイールベース
- ソフトトップ
- 2/4人乗り フロアシフト
  - ガソリン

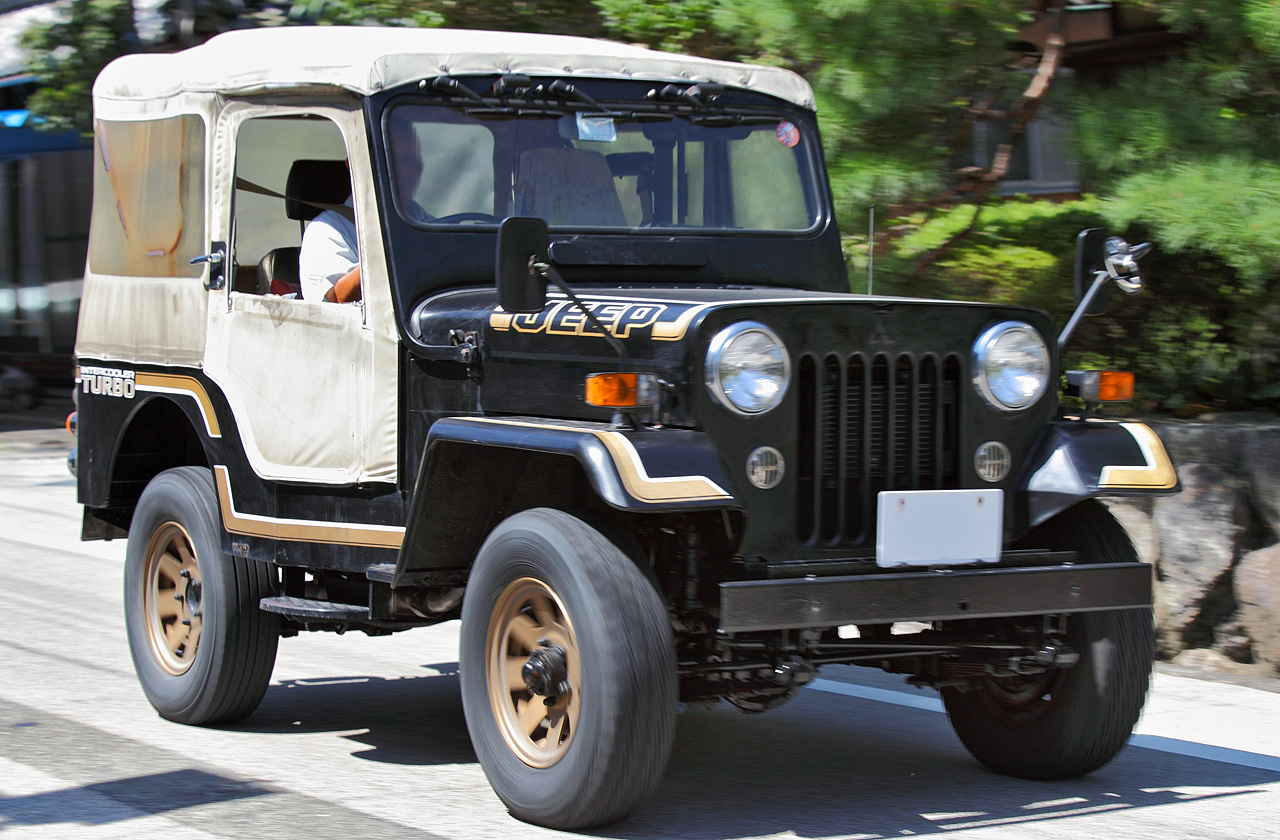
三菱・ジープ J55
ゴールデンブラック仕様

    - J1 (CJ3A-J1) - 左ハンドル 6V電装 林野庁向け 生産数53台。
    - J2 (CJ3A-J2) - 左ハンドル 12V電装 保安隊向け 生産数500台。
    - J3 (CJ3B-J3) - 左ハンドル。
    - J4 (CJ3B-J4) - 12V電装 アメリカ軍・自衛隊向け。
    - J5 (CJ3B-J5)
    - J6 (CJ3B-J6)
    - J7 (CJ3B-J7)
    - J8 (CJ3B-J8)
    - J9 (CJ3B-J9)
    - J10 (CJ3B-J10) - ホイールベースはJ3のまま、リアオーバーハングのフレームとボディを延長した6人乗り。
      - J10A (CJ3B-J10A) - J10をメタルドアにしたもの。

    - J3R - 右ハンドル。
    - J52 - 自衛隊/民生向け KE47型ガソリンエンジン 前期型はJ3Rボディ。
    - J53L - J52を左ハンドル化した輸出専用仕様。後のJ53（ディーゼル）とは別モデル。
    - J56
    - J57
    - J58 - 2.0L
    - J59 - 2.0L

  - ディーゼル
    - JC3 (CJ3B-JC3) - 左ハンドル。
      - J3RD (CJ3B-J3RD) - 右ハンドル化。

    - J51A - 4DR1型エンジン搭載の自衛隊向け。
    - J54-A - 自衛隊向け。
    - J54 - 4DR5型エンジン搭載。
    - J55L - J54を左ハンドル化した輸出専用仕様で、後のJ55（ディーゼル）とは別モデル。
    - J53（2代目） - 型式が同じ初代とのつながりはない。右ハンドルのみ。エンジンを直噴ターボ化した4DR6型に換装。三菱・ジープ初の過給エンジン。
    - J55（2代目） - 型式が同じ初代とのつながりはない。右ハンドルのみ。旧・自動車NOx規制への適合のため燃焼室を副室（渦流室）式の4DR5型に戻し、インタークーラーとターボを追加してNOxを低減させた。

#### ミドルホイールベース
- ソフトトップ
- コラムシフト3/5、3/7人乗り
- J10 B フロアシフト - 2/4、2/6人乗り
  - ガソリン
    - J10 (CJ3B-J10) フロアシフト - 2/6人乗り。
    - J20
    - J22
    - J26
      - J26 B フロアシフト - 2/6人乗り。

    - J27

  - ディーゼル
    - JC10 (CJ3B-JC10)
    - J20D
    - J24
    - J23-A/P/W/G/M - フロアシフト 自衛隊向け（旧73式小型トラック）（4DR6 直噴ターボ）。
    - J24-A/P/W/G/M - フロアシフト 自衛隊向け（旧73式小型トラック）（4DR5）。
    - J25-A/P - フロアシフト 自衛隊向け（旧73式小型トラック）（4DR5 インタークーラーターボ）。

- ハードトップ
- 3/7人乗り
- B - 2/6人乗り
  - ガソリン
    - J20 H
    - J22 H
    - J26 H

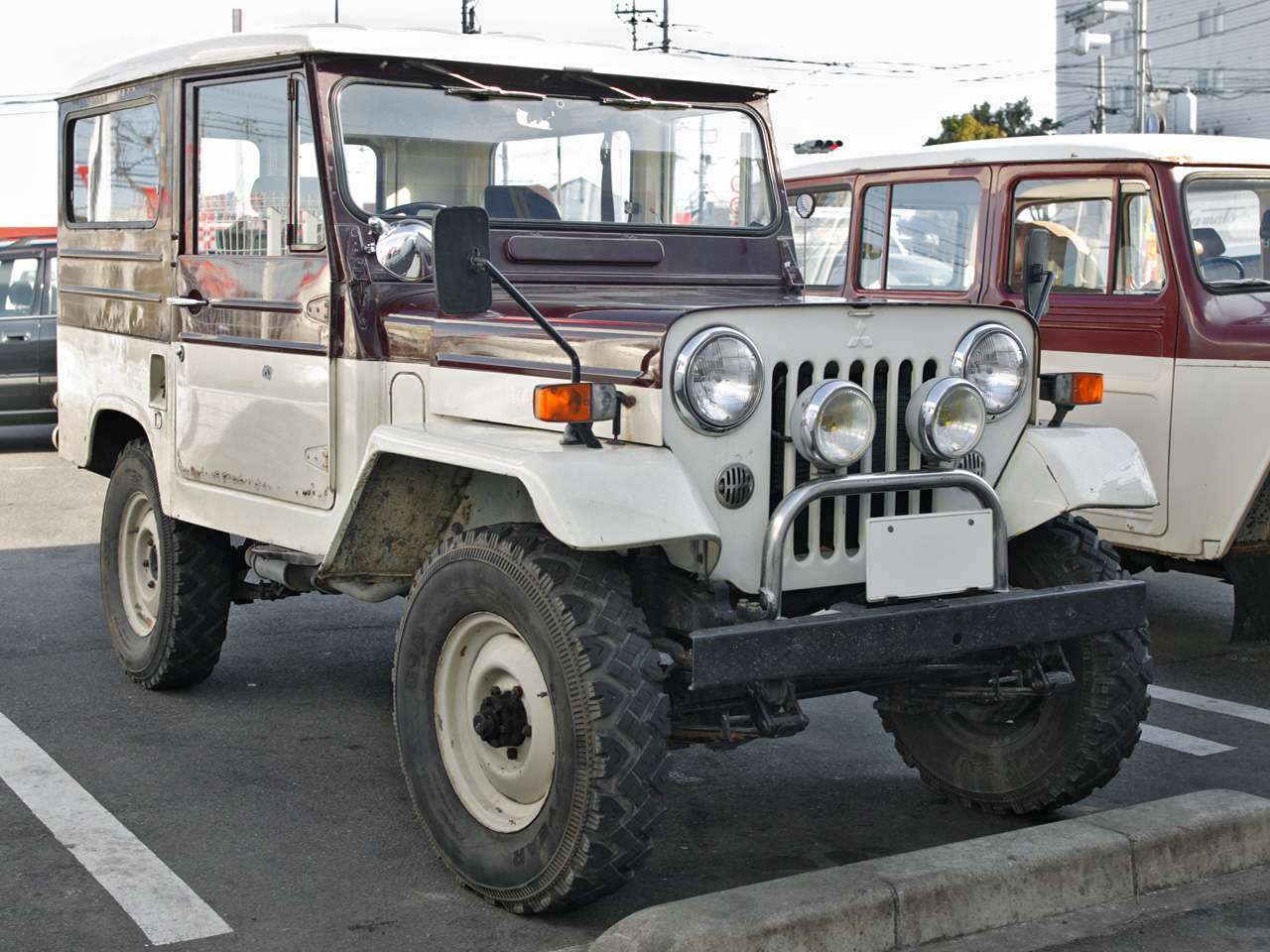
三菱・ジープ J24H

      - J26 HB フロアシフト - 2/6人乗り。

    - J27 H

  - ディーゼル
    - J20 HD
    - J24 H

#### ロングホイールベース
- ソフトトップ
- 3/9人乗り
  - ガソリン
    - J32 - 消防用カウルシャシあり
    - J42
    - J46
    - J47

  - ディーゼル
    - J32D
    - J44

- デリバリワゴン

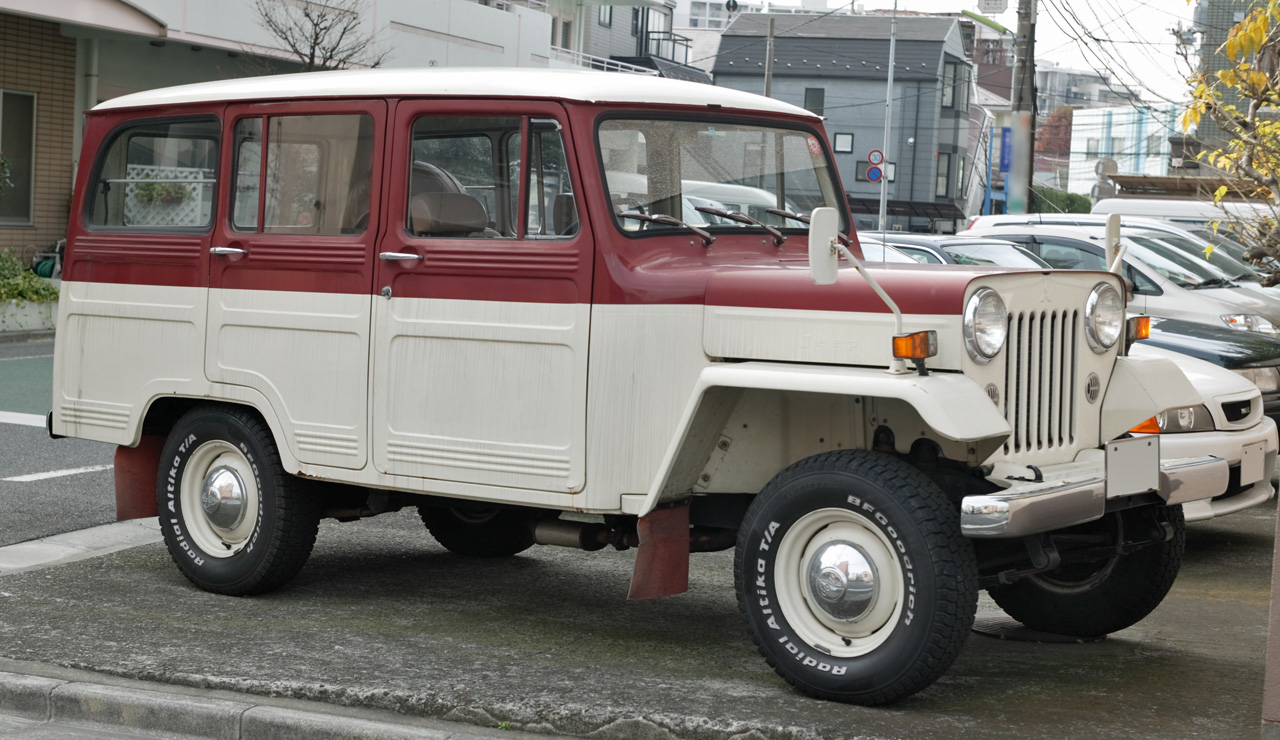
三菱・ジープデリバリワゴン J37 B

- 3/6人乗り フロントベンチシート、乗用仕様 3列 3/6/8人乗り。
- B - 2/5人乗り フロントセパレートシート+フロアシフト、乗用仕様 3列 /5/7人乗り。
  - ガソリン
    - J11 (CJ3B-J11) 2ドア
    - J30
    - J34
    - J38
    - J37
      - J37 B - フロントセパレートシート+フロアシフト

  - ディーゼル
    - J30D
    - J36
      - J36 B - フロントセパレートシート+フロアシフト

### エンジン
| エンジン型式 | 通称                           | 排気量cc | 弁形式                             | 圧縮比            | 最大出力PS（hp） / 回転数         | 最大トルク kg-m / 回転数            |
| ------------ | ------------------------------ | -------- | ---------------------------------- | ----------------- | --------------------------------- | ----------------------------------- |
| L4           | ライトニング4型 （ゴーデビル） | 2,199    | Lヘッド （SV）                     | 6.48              | 60（HP） / 3,600                  | 14.5 / 2,000                        |
| JH4          | ジャパン ハリケーン4型         | 2,199    | IOE（Fヘッド） （吸気OHV・排気SV） | 前期 6.9 後期 7.4 | 前期 70hp / 4,000 後期 76 / 4,000 | 前期 15.0 / 2,400 後期 16.4 / 2,400 |
| KE47         | -                              | 2,315    | OHV                                | 8.0               | 95 / 4,500                        | 17.5 / 2,800                        |
| 4G53         | Astron                         | 2,384    | SOHC                               | 8.0               | 110 / 5,000                       | 20.0 / 3,000                        |
| 4G52         | Astron                         | 1,995    | SOHC                               | 8.5               | 100 / 5,000                       | 17.0 / 3,000                        |
| G54B         | Astron                         | 2,555    | SOHC                               | 8.2               | 120 / 5,000                       | 21.3 / 3,000                        |
| G52B         | Astron                         | 1,995    | SOHC                               | 8.5               | 100 / 5,000                       | 16.5 / 3,000                        |

| エンジン型式                | 排気量 | 弁形式 | 燃焼室形式 | 圧縮比 | 最大出力PS（hp） / 回転数       | 最大トルク kg-m / 回転数            |
| --------------------------- | ------ | ------ | ---------- | ------ | ------------------------------- | ----------------------------------- |
| KE31                        | 2,199  | OHV    | 予燃焼室式 | 19.0   | 61（hp） / 3,600                | 14.0 / 2,200                        |
| 4DR1                        | 2,384  | OHV    | 過流室式   | ?      | 75（HP） / 3,800                | 16.5 / 2,400                        |
| 4DR5                        | 2,659  | OHV    | 過流室式   | 20.0   | 前期 75 / 3,700 後期 80 / 3,700 | 前期 16.5 / 2,200 後期 18.0 / 2,200 |
| 4DR6 ターボ                 | 2,659  | OHV    | 直噴式     | 17.5   | 94 / 3,500                      | 21.0 / 2,000                        |
| 4DR5 インタークーラーターボ | 2,659  | OHV    | 過流室式   | 21.5   | 100 / 3,300                     | 22.5 / 2,000                        |